# 魔動王
《魔動王》（日语：魔動王グランゾート） 是1980年代日昇動畫以機械化為題材並加入神話元素的電視動畫，於1989年4月7日至1990年3月2日在日本電視台播放，共41集；動畫播放結束後另製作兩部OVA。
1990年下半年至1991年上半年期間，於無綫電視翡翠台播放，並由曾航生主唱香港原創主題曲，而該主題曲收錄於1991年出版之《永遠幸福》大碟內。台灣電視公司於1990年12月5日至1991年9月18日首播，使用謝靈妙作詞作曲、台視兒童合唱團主唱的中文片頭曲《大無敵》，動畫中部份名詞及部份角色亦重新命名。
2021年7月27日起，於香港羚邦集團YouTube「Ani-One Asia」平台中每日下午15時更新一集。

## 故事簡介
2050年，一隻怪獸進入月球後使月球有空氣，從此地球上的部分人類移居到月球。2100年，一位名為遙大地的少年，在抽獎中贏得前往月球旅行的機票。遊覽月球時，偶遇「長耳族人」的魔法師婆婆及其孫女，幫忙組合魔動器期間被V-梅伊婆婆發現是傳說中挑選駕駛「地動王Granzort」的「大地與炎之魔動戰士」而開始旅程。
踏上命運般的旅途，尋找另外兩位魔動戰士，分別為駕駛「風動王Windzort」的「風之魔動戰士」加士，以及駕駛「水動王Aquabeat」的「水之魔動戰士」拉比。一同為了打倒「邪動族」拯救月底世界「拉比露娜」（港譯勒倫魔地）而戰的冒險故事就此展開。
| 日本原名 | 英文 | 香港譯名 | 台灣譯名 | 台灣譯名   | 台灣譯名    | 中国大陆译名 | 備註                                      |
| 日本原名 | 英文 | 翡翠台   | 台視     | 中視／中都 | 齊威（DVD） | 遼藝         | 備註                                      |
| -------- | ---- | -------- | -------- | ---------- | ----------- | ------------ | ----------------------------------------- |
|          |      | 魔動王   | 大無敵   | 超級無敵王 | 魔動王      | 光能使者     |                                           |
|          |      | 勒倫魔地 | 拉比露娜 | 拉比露娜   | 拉比露娜    | 圣地露娜     | Rabi 近似rabbit(兔子) Luna 則有月亮的意思 |

## 登場人物

### 魔動戰士

DVD的封面，三人由左至右：拉比、大地、加斯

遙大地／趙安安（配音員：（日本）松岡洋子，（香港）盧素娟，（台灣電視公司）馮友薇／（中國電視公司）汪世瑋，（遼藝）劉藝）
故事的主角，地球人，是個很有朝氣的小學五年級生。2089年5月5日生，11歲。家族成員有爸爸「大樹」、媽媽「美惠」、弟弟「大空」、爺爺「大河」。個性外向愛冒險，富正義感，在功課方面很糟糕，對機械相當擅長，噴射滑板就是他的傑作，因為時常思念母親（每集前回提要及總結，都是大地在向母親講述他們冒險的經歷），因此常常被拉比取笑為「裙腳仔/戀母情結」；他名為「大地與炎之魔動戰士」，運用代表力量、攻擊的火系魔動力，魔動王「Granzort(地動王)」的駕駛者。召喚時使用魔動槍，將魔動襟章射向地面畫出魔法陣，必須在廣闊平坦的地面上進行召喚，並且要以５秒１００米的速度衝向魔動王，所以噴射滑板亦成為大地進行召喚時必備的道具。最害怕吃的東西是紅蘿蔔。
結局時鼓起勇氣吃下便當內的紅蘿蔔，隨後與突然出現在宇宙船中的眾人一起回地球。
加士/加士山本(山本加士) / 瓦斯（配音員：（日本）松田辰也，（香港）區瑞華，（台灣電視公司）劉傑／（中國電視公司）于正昌，（遼藝）郝琳傑）
在月球出生的第二代地球人，11歲。個性善良有禮貌，個子雖小但力大無窮，食量亦十分驚人，從不挑食，擅長近身格鬥，他名為「風之魔動戰士」，運用代表守護、防衛的風系魔動力，魔動王「Windzort(風動王)」的駕駛者。召喚時使用魔動弓，必須在有風刮起的時候射出魔法弓箭進行召喚。
結局時故意在機場匆匆撇下大地離開，實際上暗中與拉比及婆婆等人一起坐上大地搭乘的宇宙船班次，突然現身給他驚喜並一起回地球。
拉比／馬流士・馮・拉瑪斯（配音員：（日本）安達忍，（香港）林丹鳳，（中國電視公司）蔣篤慧，（遼藝）曹玉敏）
高耳族的遺孤，個性外冷內熱，雖然表面上待人很冷淡，但其實內心善良，常常與大地鬥氣吵嘴，他名為「水之魔動戰士」，運用代表恢復的水系魔動力，魔動王「Aquabeat(水動王)」的駕駛者，魔動力在三位魔動戰士裡是最強的一位，但也是三位最少召喚魔動王出場的一位(因為沒那麼多有湖泊的場景)。召喚時使用魔動陀螺，必須在較為廣域的水面上打出陀螺進行召喚。最害怕又滑又黏的東西，所以不太願意坐在魔法蝸牛身上旅行，也與所有長耳族一樣，不會游泳。結局為暗中串通加斯山本與婆婆等人一起上了大地搭乘的航班，目的為環遊世界。
| 日本原名 | 英文 | 香港譯名          | 台灣譯名 | 台灣譯名              | 台灣譯名           | 中国大陆译名          |
| 日本原名 | 英文 | 翡翠台            | 台視     | 中視／中都            | 齊威（DVD）        | 遼藝                  |
| -------- | ---- | ----------------- | -------- | --------------------- | ------------------ | --------------------- |
|          |      | 遙 大地           | 趙安安   | 遙 大地               | 遙 大地            | 大地                  |
|          |      | 地隱俠 超級地隱俠 | 大無敵   | 無敵火王 超級無敵火王 | 地動王 超級地動王  | 光能使者 超級光能使者 |
|          |      | 加士/加士山本     | 加士     | 瓦斯                  | 加士               | 加斯                  |
|          |      | 風飄俠 超級風飄俠 | 無敵戰士 | 無敵風王 超級無敵風王 | 風動王 超級風動王  | 風暴使者 超級風暴使者 |
|          |      | 拉比              |          |                       |                    |                       |
|          |      | 拉比              | 馬里奧   | 馬流士・馮・拉瑪斯    | 馬流士・馮・拉瑪斯 | 拉比                  |
|          |      | 水捲侠 超級水捲侠 | 無敵金剛 | 無敵水王 超級無敵水王 | 水動王 超級水動王  | 波濤使者 超級波濤使者 |

### 長耳族人
V-梅伊／梅／幻母／畢梅伊姑婆（配音員：（日本）鈴木黎子，（香港）曾慶珏，（中國電視公司）蔣篤慧，（遼藝）劉莉）
咕哩咕哩的奶奶，75歲，三大魔法師的其中之一，火系魔法師，大地遇到的第一位長耳族魔法師，他發現咕哩咕哩有雙兔耳朵，是個兔子人，本來慌張逃跑，不小心摔落沙漠的底下有間密室而巧遇，後來他看到V婆婆正在組裝道具，很有興趣就請她鬆綁來幫忙組合，卻發現他竟然就是魔動戰士之一的『大地與炎之魔動戰士』 ，於是就展開了與邪動族戰鬥的冒險旅程。
咕哩咕哩／歌鈴／格麗（配音員：（日本）林原惠，（香港）孫明貞代配黃麗芳，（中國電視公司）王中璇，（遼藝）刘海霞）
V-梅伊/梅的孫女，5歲，個性天真浪漫，魔法非常笨拙，但偶爾也成功。時常以魔法變出紅蘿蔔吃。(與魔神英雄傳的火美子性格設定極為相似。)
V-伊馬克/伊玛姆（配音員：（日本）瀧雅也，（香港）招世亮，（台灣電視公司）官志宏，（遼藝）方树桥）
三大魔法師之一，風系魔法師，幫忙解開拉比露娜的通道，讓大地他們前往後便消失無蹤，後來大決戰劇情中，與V梅婆婆合力勸阻阿古拉曼德回頭是岸。
四苦八苦
世界樹上的魔法師，常漂浮於半空，想盡辦法拯救世界樹但都無果，之後在大地等人的幫助下總算讓世界樹再度展開微笑。

### 高耳族人
阿古拉曼德／亞古拉曼／V-拉瑪斯（配音員：（日本）緒方賢一，（香港）黃健強，（中國電視公司）李香生）
雖然是邪動族侵略的總帥，其實曾經是長耳族的三大魔法使，水系魔法師 ．V-拉瑪斯，也是高耳族殘存者之一，拉比的外祖父，決戰時被梅、伊馬克喚醒，最後為了彌補所犯下的錯,要求梅與伊馬克將自己的生命轉讓並救回進入暗黑魔法陣失去生命的女兒小百合(拉比的母親)。
| 集數 | 登場魔人 | 登場魔神     |
| ---- | -------- | ------------ |
| 24   |          | 地獄邪犬 1號 |
| 25   |          | 牛頭邪獸 1號 |
| 27   |          | 獨角邪皇 1號 |

黑武士／小百合（配音員：（日本）滝沢久美子，（中國電視公司）汪世瑋，（香港）馮永和／姚天麗，（遼藝）徐琳）
拉比的親生母親，剛登場時就蒙著面，在父親亞古拉曼（V-拉瑪斯）麾下效命。與魔動戰士作對，不時會對兒子拉比手下留情，直到最後關頭才與之相認。爾後轉而協助魔動戰士，為取得太陽神劍而身陷暗黑魔法陣，因而喪命。其父拉瑪斯最終悔悟，便以自身性命換取女兒的復活，讓小百合與拉比再續天倫之樂。

### 邪動一族
拿布／拿保（配音員：（日本）島香裕，（香港）源家祥，（中國電視公司）于正昌，（遼藝）佟春光）
35歲，外型粗曠的禿頭壯漢，個性衝動，但其實是個日本將棋高手，並以邪動界第一的知識人自居。擅長以咒術將捏製的泥人變為擬製邪動戰士(魔人)。
在最終決戰時被亞古拉曼視為補充能量的來源，連同操縱的邪動王一起被闇黑大邪神捏扁死亡。
| 集數 | 登場魔人   | 登場魔神              |
| ---- | ---------- | --------------------- |
| 04   | 卡拉帕西諾 | 巨角邪鹿 原型機       |
| 07   |            | 三觭邪龍 1號          |
| 10   |            | 長毛邪象 2號          |
| 13   |            | 翼手邪龍 2號          |
| 16   |            | 霸王邪龍 2號          |
| 19   |            | 翼手邪龍 2號          |
| 21   |            | 邪動王 邪動妖鳥       |
| 23   |            | 三邪動王              |
| 28   |            | 合體邪動神 長毛劍齒獸 |
| 30   |            | 合體邪動神 巨角暴龍獸 |
| 31   |            | 邪動王 邪動妖鳥       |
| 33   |            | 獨角邪皇 2號          |
| 36   |            | 劍齒邪獸 4號          |

夏曼／沙曼（配音員：（日本）山寺宏一，（香港）馮錦堂，（中國電視公司）官志宏）
18歲的白髮美男子，聰明冷酷且深具野心，擅長以英雄或神話人物的遺品召喚邪動戰士作為手下，三邪士實力最強者。
彈奏管風琴的高手，操縱魔動戰士與劍術的手腕也相當高明，是三邪士中最常親自出擊的強敵，甚至多次持劍與魔動戰士們搏鬥。
擁有取亞古拉曼而代之的野心，在最終決戰前識破亞古拉曼高等長耳族的真實身份，並嘗試拉攏黑武士打倒亞古拉曼取而代之，但在看到主角們打敗大邪神後自認實力差距過大不是對手、放棄野心認輸，最後帶著愛奴瑪返回故鄉，在後日譚中與愛奴瑪結婚。
| 集數 | 登場魔人 | 登場魔神        |
| ---- | -------- | --------------- |
| 02   |          | 劍齒邪獸 試做型 |
| 03   |          | 邪動兵 指揮官型 |
| 06   |          | 翼手邪龍 1號    |
| 09   |          | 劍齒邪獸 2號    |
| 12   |          | 三觭邪龍 2號    |
| 14   |          | 巨角邪鹿 2號    |
| 17   |          | 三觭邪龍 3號    |
| 20   |          | 邪動王 邪動翼龍 |
| 23   |          | 三邪動王        |
| 26   |          | 邪動王 邪動翼龍 |
| 34   |          | 牛頭邪獸 2號    |
| 38   |          | 邪動王 邪動翼龍 |

愛奴瑪／艾美（配音員：（日本）林原惠，（香港）蔡惠萍，（中國電視公司）王中璇，（遼藝）徐琳）
三邪動士中惟一的女性，芳齡16，擁有一襲艷紅長髮的性感美女，自稱邪動界第一美女(事實上也是如此)，每日沐浴兩次，會在身上灑很重的香水，個性高傲潑辣，時常與拿布在亞古拉曼面前爭執。
擅長使用魔藥把動物變成使喚的手下。
討厭總是一張撲克臉的夏曼，在最終決戰時向亞古拉曼回報夏曼謀叛的行為，卻反遭到闇黑大邪神的補食，所幸因黑武士的介入得以逃出生天。最後與夏曼一同返回故鄉，並在後日譚中與之結婚。
| 集數 | 登場魔人 | 登場魔神              |
| ---- | -------- | --------------------- |
| 05   |          | 長毛邪象 1號          |
| 08   |          | 霸王邪龍 1號          |
| 11   |          | 巨角邪鹿 1號          |
| 15   |          | 長毛邪象 3號          |
| 18   |          | 劍齒邪獸 3號          |
| 22   |          | 邪動王 邪動蛇姬       |
| 23   |          | 三邪動王              |
| 29   |          | 合體邪動神 三觭翼手龍 |
| 32   |          | 地獄邪犬 2號          |
| 35   |          | 長毛邪象 4號          |
| 37   |          | 邪動王 邪動蛇姬       |

聖經(港譯巴布)博士（Dr.bible，配音員：（日本）龍田直樹，（香港）梁耀昌，（中國電視公司）李香生）
武器開發部門的瘋狂科學家，一開始負責製造邪動神的手腳，故事中盤開發出以能吸收邪動力恢復損傷的超金屬打造的邪動王。
並非邪動族而是人類，與第24~27集出現，研究月球空洞說的尼真思基博士有合照，似乎在故事結尾時與大地坐同一班太空船返回地球。
格伦沃尔德／古伦瓦特配音員：（日本）關俊彥
OVA版《最後的魔法大戰》的反派領袖，是古代被流放邪動族的後代，穿上裝甲並巨大化後輕鬆將三名魔動王擊敗。最後被注入傳說中阿留特蜜那力量的地動王Granzort擊敗。

## 拉比露娜上的動物
哈比
是咕哩咕哩所養的寵物，居住在聖地露娜，具有感應邪動力的能力，一旦感應到邪動族接近時，會發出警戒狀態，全身的毛會直立。
魔法蝸牛莫加奇
生存在拉比露娜第五區域的大型動物，身上有著會發光，具有能量的沙子，昔日第五區域居民有飼養的習慣，自從邪動族入侵後便大量死亡，僅存唯一一隻，後來也成為魔動戰士一行人旅行時主要交通工具。
塔瑪拉
存活在拉比露娜第三區域的小火龍，以火做為主食，被邪動族操控之後，吐出來的火噴在人身上會變成布偶，後來脫離了邪動力控制後，前往火山尋找它的母親，最後與母親掉落岩漿內，幻化成鳳凰，並帶著魔動戰士們前往第二區域。

## 魔動王/超級魔動王
地動王/地隱俠/地神號（Granzort）/超級地動王/超級地隱俠/超級地神號（配音員：（日本）大瀧進矢，（香港）盧國權，（台灣電視公司）官志宏／（中國電視公司）于正昌，（遼藝）韓力）
代表大地與火的魔動王，是作品中唯一會說話的魔動神（此設定與魔神英雄傳的龍神丸相同。），負責攻擊的魔動王。
召喚方式：使用魔動槍將魔動襟章射向地面畫出魔法陣，得到太陽皇冠力量強化後改為向天空發射魔動襟章，散落的光芒畫出魔法陣。
召喚條件：廣闊平坦的地面上（太滑不行，第二區域冰之世界可召喚）。
進入條件：用噴射滑板以5秒100米的速度衝向地動王，進入超級地動王/地動王方式-由山崖邊緣站在噴射滑板上跳入超級地動王身體中）
魔動力：初級＼大火焰加農，能源伏特，火焰鞭（攻擊），封鎖防護（防禦）
中級＼爆烈粉碎，火焰轟炸光之爆擊
高級＼沙羅曼蛇，螺旋岩碎，圓形力場，大地之龍
魔動武器：熔岩皇之劍‧超級熔岩皇之劍‧一刀兩斷
登場集數:1集（初登场）-24集、26集（超级地動王登场）-41集
風動王/風飄俠/風神號（Windzort）/超級風動王/超級風飄俠/超級風神號
代表風的魔動王，負責防禦的魔動王。
召喚方式：使用魔動弓射出光之箭在天空畫出魔法陣。
召喚條件：必須在有刮風的狀況下。
進入條件：乘著風。
魔動力：初級＼衝擊波動，削弱之環，分體空調
中級＼閃電探險，幻鏡分身
高級＼龍捲亂流，爆破槍，
魔動武器：暴風皇之弓‧超級暴風皇之弓‧一發必中
登場集數：3集（初登場）、7、30集（超級風動王登場）-41集
水動王/水捲俠/水神號（Aquabeat）/超級水動王/超級水捲俠/超級水神號
代表水的魔動王，負責恢復的魔動王。
召喚方式：使用魔動陀螺在水面畫出魔法陣。
召喚條件：必須在廣域的水面上（不能有浪）。
進入條件：跳到移動在水面上的魔法陣上。
魔動力：初級＼鎖鏈破壞，蛇扣，水氣推力，原冰解體
中級＼推力衝擊，啟動泡沫，地面潮水，等離放射
高級＼冰凍粉碎
魔動武器：浪濤皇之槍‧超級浪濤皇之槍‧一閃炸裂
登場集數 6集（初登場）、33集（超級水動王登場）-41集

## 邪動獸
◆闇之九邪神 
　　阿古拉曼德將陽光之刃分成九部分後，分別藏在闇之九邪神中。九邪神都是魔獸的頭，必須另外裝上機器人頭部和手腳後才能使用。邪動王不能出動時，阿古拉曼德也曾將兩架邪動神合成一台過，具有兩倍於一般邪動神的戰力。 
◇「電氣」鋼牙虎(形象取材自劍齒虎)　
◇「幻」巨角鹿(形象取材自大角鹿)　
◇「水」地動象(形象取材自猛獁象)　
◇「風」利嘴鯊(形象取材自無齒翼龍)　
◇「地」三角鬥牛(形象取材自三角龍)　
◇「重力」恐怖龍(形象取材自暴龍)　
◇「操」獨角獸(形象取材自傳說生物獨角獸)　
◇「光與闇」三頭犬(形象取材自傳說生物刻耳柏洛斯)　
◇「炎」紅魔牛(形象取材自傳說生物彌諾陶洛斯)
◆邪動王 
　　聖經(港譯巴布)博士藉著以往與魔動王戰鬥的資料，將魔動王的資料輸入，並成功將ＢＩ(巴布)金屬做成邪動王的身體，邪動王全靠駕駛員的邪動力行動。除了機器人戰鬥型態外，遇到危險時會自動變成巨臉型態防禦，且能變型為魔獸型態。就算機體毀損也能迅速再生，但很消耗駕駛員的邪動力。 
　◇邪動翼龍:香港譯名「韋柏斯」 
第一架邪動王，參考地之魔動王的資料而做出來的產品，其駕駛員為沙曼。魔獸型態為雙頭翼龍(飛龍)如新機動戰記高達 W 次代鋼彈（Gundam Epyon）香港動畫版把此機譯作「次代鋼彈」，是最後僅存的邪動王。 
　◇邪動妖鳥:香港譯名「哈柏齊」
第二架邪動王，參考風之魔動王做出來的產品，其駕駛員為拉布。魔獸型態是妖鳥(哈耳庇厄)，最後和拉布一起被暗黑大邪神捏毀。
　◇邪動蛇姬:香港譯名「希都倫」  
最後一架邪動王，參考水之魔動王做出來的產品，其駕駛員為艾美。魔獸型態像水蛇或蜥蜴(九頭蛇)，最後也是被暗黑大邪神捏毀。

## 長耳族歷史
1.第一次魔法大戰
長耳族原本居住在月球表面，信仰魔法的力量。後來其中有一支擅長科學力，頭腦優秀的長耳族分支，他們製造了能替換手腳的神像，解決許多問題。為了追求絕對的力量，他們建造了巨大神像（就是暗黑大邪神）。
但是神像建好以後力量太強大而引來各種災難，為了不讓月球滅亡，其他長耳族將火風水三種魔法陣合一成光之魔法陣，成功封印神像，並把製作這神像的一族驅逐到異次元空間。
　

被放逐的一族自稱邪動族，後來建立了一個基於力量與暴力的帝國，誓言復仇。 
2.第二次魔法大戰
經過長年歲月，長耳族之中誕生了魔動力特別高的一支，也就是高耳族。後來邪動族來襲，暗黑九邪神壓倒性的摧毀了長耳族的防禦。高耳族為了對抗邪動族提議建造魔動王，其他長耳族認為有危險性而否定提案，決定以魔動力對抗，結果抵擋不住邪動族的力量。
高耳族便用月神之力注入暗黑大邪神，解開了封印擊退了邪動族，但也因神像力量太強大，無法控制而開始失控，注入月神之力的暗黑大邪神將月球表面化為一片焦土。長耳族用魔法在月球內部製造一個空間做為避難場所。
此時，其他長耳族領悟到高耳族的作法跟邪動族一樣，無法駕御的力量根本沒用，因此開始建造可以控制的神像，以高耳族原本打算建造的守護神為原型，做出了三個魔動王，單一魔動王擋不住暗黑大邪神，但三機協力能產生足以匹敵太陽神的力量，最後終於再度將暗黑大邪神封印起來。  
本次大戰過後讓月球表面成為一片死寂，因此長耳族決定移民到月球內部。並通過決議，把高耳族遺棄在月球表面，自生自滅，對內則聲稱高耳族已經在大戰後滅絕。
（TV版第8話：伊馬克阻止拉比進入拉比露那，第9話：紅耳族族長曾指拉比說高耳族應該滅亡了）

3.第三次魔法大戰（TV版）

高耳族中有人反省祖先過於依賴力量的錯誤，但也有人因為被遺棄而憎恨長耳族，以亞古拉曼為首的領導者群就是後者，其實這個亞古拉曼就是拉比的外公，TV版最後的BOSS。
亞古拉曼跟邪動族合謀，先由他潛入月球內部，混入長耳族之中而成為三大魔法使之一。然後開啟光之塔，引邪動族攻進聖地露那，展開復仇計劃。
這次攻防中，守護聖地拉比露那的能源流到月球表面上，於是月球表面的空氣與
重力復活，就是TV版第一話太空人剛好撞見的場面，從此地球人就開始開發月球表面。
長耳族兵敗如山倒，被打敗的三大魔法使的另外兩人逃出去，其中一個就是V梅伊老婆婆，但他們都沒有發現亞古拉曼是背叛者。
邪動族終於奪取月球，在聖地的亞古拉曼企圖解開暗黑大邪神的封印，但光靠他的魔動力不夠，因此就將居住在月球表面，同為高耳族的女兒小百合（拉比的母親，TV版裡的黑武士）抓到聖地，當時她已經懷孕了。小百合反對父親的計劃，在生下拉比後帶著他逃出去，怕孩子被捲入而將拉比留在月球表面，自己另外藏身。
一個慈祥的人類老人撿到年幼的拉比，將他撫養長大，拉比在老人過世後就將自己的長耳朵隱藏起來，獨自一人在月球表面生活。
經過數年……
逃到月球上的V梅為了對抗邪動族，欲讓魔動王復活花了多年時間收集魔動器，並尋找魔動戰士，後來遇上了本篇主角大地，接下來的就是TV版的故事。

4.第四次魔法大戰（OVA1「最後的魔法大戰」）
留在月球表面的高耳族為了復仇，繼續建造他們當初沒有完成的守護神（族長稱真正的魔動王），族長是拉比的父親，打算利用某個魔動力很高的少女（OVA版的女主角）將超能源月神之力注入神像中，不過後來被邪動族與大地等人打斷了。邪动族王子格倫沃爾德及双子邪动士為了取得月神之力開啟黑暗之塔，关住V梅伊和小百合，并将光之塔整个移到月面。
拉比的父親犧牲自己把邪動族王子封印起來。讓大地駕駛復活的神像打敗邪動族。
長耳族與高耳族的不合畫下句點，與殘存的高耳族一起回去月球內部。

## 各集標題
| 集數 | 標題 | 粵語口述標題             | 國語口述標題（齊威DVD）   | 國語口述標題（中視） |
| ---- | ---- | ------------------------ | ------------------------- | -------------------- |
| 01   |      | 月球上的巨大機械人！     | 從魔法之月上出現了巨臉!   | （未喊標題）         |
| 02   |      | 邊個可以拉動把弓呢？     | 能拉開這隻弓的是誰啊?     | （未喊標題）         |
| 03   |      | 乘風既加士！             | 加士 乘風而起吧！         | （未喊標題）         |
| 04   |      | 邊個可以轉動魔動陀螺呢！ | 能打動陀螺的就是第三人!   | （未喊標題）         |
| 05   |      | 海盜係邊度？             | 以小偷治小偷？            | （未喊標題）         |
| 06   |      | 水上陀螺決戰             | 一次定生死! 在水上打陀螺! |                      |
| 07   |      | 鏡之戰                   | 魔鏡啊魔鏡 誰比較快呢？   |                      |
| 08   |      | 龍卷風伯伯加油呀！       | 龍捲風爺爺加油!           |                      |
| 09   |      | 幸會呀！勒倫魔地         | 幸會了 拉比露娜!          |                      |
| 10   |      | 果園的秘密！             | 森林的秘密是什麼？        |                      |
| 11   |      | 拎你既勇氣出嚟啦！       | 試膽考驗好可怕!           |                      |
| 12   |      | 呢度就係加菲納森林嚟呀？ | 這就是傳說中的魔法蝸牛？  |                      |
| 13   |      | 世界樹在哭泣？           | 世界樹在哭泣嗎？          |                      |
| 14   |      | 笑啦！世界樹             | 笑一個嘛!世界樹先生!      | 世界樹，露出笑容吧！ |
| 15   |      | 新龜兔賽跑嘅運動會       | 龜龜島的大運動會          |                      |
| 16   |      | 海嘯大危機               | 就乘上去吧!大海嘯!        |                      |
| 17   |      | 大旋渦嘅危險！           | 危險轉個不停!             |                      |
| 18   |      | 我地一齊登上瀑布！       | 大家一起攀登瀑布!         |                      |
| 19   |      | 潛入氣泡世界！           | 用泡泡潛下去了!           |                      |
| 20   |      | 挽救鯨魚大行動           | 噴出潮水!噴出廢物!大鯨魚  |                      |
| 21   |      | 嚟到古代世界             | 我來了哦!蠻荒時代         | 回到過去             |
| 22   |      | 恐龍係我地嘅朋友         | 恐龍是我們的朋友          |                      |
| 23   |      | 太陽消失了               | 太陽公公消失了            |                      |
| 24   |      | 返回月面世界！？         | 又回到起點了!？           |                      |
| 25   |      | 找尋太陽皇冠！           | 找出竹取公主!             |                      |
| 26   |      | 超級戰士！               | 超級的!好強啊!            |                      |
| 27   |      | 我返嚟喇！勒倫魔地       | 我回來了!拉比露娜         | 回到拉比露娜         |
| 28   |      | 玩火嘅敵人！             | 玩火是不行的 塔布!        | 不要玩火！           |
| 29   |      | 布公仔之歌！             | 套著布娃娃裝唱歌吧!       | 穿著布偶唱歌！       |
| 30   |      | 高山颳起嘅強風！         | 風吹在沉默的山峰!         |                      |
| 31   |      | 飛龍母子嘅大變身         | 飛龍親子的大變身          |                      |
| 32   |      | 冰天雪地大競賽！         | 在刨冰中 我游我游!        |                      |
| 33   |      | 一千日開一次嘅花！       | 這朵花是歐蘭達!           | 花都歐蓮達           |
| 34   |      | 跌一交就變大人！         | 滑倒了就會變大人!         |                      |
| 35   |      | 古怪嘅二人拍檔           | 有趣的同伴 出發囉         |                      |
| 36   |      | 人力飛機之旅！           | 親手做的飛機 飛起來了!    |                      |
| 37   |      | 不能溶解嘅冰塊           | 解開不會溶化的冰之謎      |                      |
| 38   |      | 聖地好重呀！！           | 聖地好重啊!!              |                      |
| 39   |      | 黑暗大邪神甦醒           | 甦醒的暗黑大邪神          |                      |
| 40   |      | 母子重逢                 | 初次見面媽媽              |                      |
| 41   |      | 媽媽，我返嚟喇           | 我回來了媽媽              |                      |

## 主題曲
片頭曲：
作詞：荒木豐久，作曲：武川行秀，編曲：山本健司，歌：鈴木健治
片尾曲：
作詞：荒木豐久，作曲: 小杉保夫，編曲：山本健司，歌：德垣友子

## 相關作品

### 影碟
最早發售VHS和LD，2002年7月26日發售DVD-BOX，2014年12月24日發售BD-BOX。

### OVA
魔動王 最後的魔法大戰（魔動王グランゾート 最後のマジカル大戦）
- 前篇：1990年8月2日發售
- 後篇：1990年9月8日發售

魔動王 冒險篇（魔動王グランゾート 冒険編）
- ：1992年3月27日發售
- ：1992年5月29日發售
- ：1992年6月26日發售

### 遊戲
1990年4月6日發售的PC Engine SuperGrafx平台動作類型同名遊戲，《ファミ通》8号的クロスレビュー給予24/40評分。
iOS/Android《超級機器人大戰DD》2021年3月更新追加、本作系列初參戰作品。

### 模型
阿達英雄傳是《魔神英雄傳》衍生作品，角色由《魔神英雄傳》及《魔動王》的SD化機體組成。一共推出30款，又有不同形式限定版推出過。

## 影響
本作之班底，大部份曾經負責特佳麗另一作品魔神英雄傳的製作，經常出現兩作雷同的情節及設定，因此經常被同好視為姊妹作。動畫當中亦有兩作角色互相在對方出現的情節。
魔動王最大特色是以巨大臉部變形為人型的變形設計，為機械人動畫的經典，因此後來多個機械人動漫作品亦有採用。